# Линколндејл (Њујорк)
Линколндејл (енгл. Lincolndale) насељено је место без административног статуса у америчкој савезној држави Њујорк.

## Демографија
По попису из 2010. године број становника је 1.521, што је 497 (-24,6%) становника мање него 2000. године.
| Група             | 2000.         | 2010.         |
| Белци             | 1.900 (94,2%) | 1.379 (90,7%) |
| Афроамериканци    | 15 (0,7%)     | 13 (0,9%)     |
| Азијати           | 28 (1,4%)     | 20 (1,3%)     |
| Хиспаноамериканци | 52 (2,6%)     | 88 (5,8%)     |
| Укупно            | 2.018         | 1.521         |